# Kalakukko
A kalakukko eredetileg Savo régióban készített, hagyományos finn étel.
A kalakukko tulajdonképpen rozscipóban sült hal és sertésborda. Neve szó szerinti fordításban halkakas, ahol a kakas tag eredetét a régebbi időkből kell keresnünk. Az egyik magyarázat szerint a név a csomagolásra, mint tárcára (kukkaro) utal, ahova a halat elrejtették. Más értelmezésben az eredet a "domb, halom" (kukkula) szó lehet, mely utal a kalakukko domborodó formájára.
Kalakukko hosszú ideig eláll megszegés nélkül, ezért az otthonuktól távol dolgozó munkások "konzervebédje" volt.

## Savói kalakukko
Az eredetileg csak Savo területén megtalálható kalakukkót az onnan elköltöző lakosság más területeken is népszerűvé tette. Kemencében sütve kb. 5-7 óra az elkészítése. Melegen és hidegen egyaránt fogyasztható. Hagyományosan a kalakukko tetejét kisülés után vajjal megkenik.
A cipó megnyitására, illetve fogyasztására kétféle módszer van. Az első esetben a cipó tetején egy kör alakú nyílást vágnak, vagy a felső kéreg közepéből kiindulva spirálisan haladva vágják a kenyérrészt a fogyasztás előrehaladta szerint. Így az első kenyérdarab elfogyasztása után az egész belső töltelékhez hozzá lehet jutni. A másik módszer szerint a cipót kenyérhez hasonlóan felszeletelik, így minden szelet kalakukko héjat is, tölteléket is tartalmaz. Az előbbi módszer általában Észak-Savo területén elterjedt.
A cipó töltelékéhez felhasznált hal tekintetében is kétfajta kalakukko terjedt el. Az egyik iskola szerint (Dél-Savo) a kalakukko marénával, a másik szerint (Észak-Savo) sügérrel készül, ezt az eltérést az elnevezésük is mutatja (muikku-, illetve ahvenkukko).

## Készítése
Hagyományosan a kalakukko kérgét csak rozsliszből készítették, de manapság gyakran használnak búzalisztet is a tésztához, a könnyebb kezelhetősége miatt. A töltelék halból, sertésből és szalonnából áll, csak sóval ízesítve. A több órás sütés után a kész kalakukko egyszerű rozscipónak néz ki. Amennyiben megfelelő módon sütötték, a halszálkák a sütés ideje alatt teljesen megpuhulnak és a hal a hússal együtt egy ízletes tölteléket ad.
Hagyományosan a töltelékhez használt hal vagy maréna, vagy európai sügér, napjainkban azonban lazacot is használnak. Egy másik fajta kalakukkoban hal helyett burgonya és sertés, vagy karórépa és sertés kombinációi használatosak. A kalakukko megfelelő kísérőitala az író, illetve a vert aludttej.
A kalakukko elnevezése és készítési módja 2002 óta szerepel az Európai Unió régiók szerinti hagyományos termékek listáján (Traditional Speciality Guaranteed (TSG)).

## Kalakukko a Picasso kalandja című filmben
A Picasso kalandjai című film számos nagy poénjának egyike Sirkka, a finn dizőz dala, amely valójában a kalakukko receptje:
Näin laita kalakukkoa!

Nyt ota vettä ja suolaa,

Sen jälkeen voita, jauhoja,

Sen jälkeen vaivataan,

Sen jälkeen vaivataan!

Nyt raakaa kalaa, silavaa

Ja pannan taikinalle, rakas!

Näin laita kalakukkoa!

Nyt ota vettä ja suolaa,

Sen jälkeen voita, jauhoja,

Sen jälkeen vaivataan,

Sen jälkeen vaivataan!
Így süsd a kalakukkót! (halbucit, halkakast)

Végy vizet és sót,

Majd vajat és lisztet,

És gyúrd át,

És gyúrd át!

## Fordítás
- Ez a szócikk részben vagy egészben  a   Kalakukko című finn Wikipédia-szócikk fordításán alapul.  Az eredeti cikk szerkesztőit annak laptörténete sorolja fel. Ez a jelzés csupán a megfogalmazás eredetét és a szerzői jogokat jelzi, nem szolgál a cikkben szereplő információk forrásmegjelöléseként.
- Ez a szócikk részben vagy egészben  a   Kalakukko című angol Wikipédia-szócikk fordításán alapul.  Az eredeti cikk szerkesztőit annak laptörténete sorolja fel. Ez a jelzés csupán a megfogalmazás eredetét és a szerzői jogokat jelzi, nem szolgál a cikkben szereplő információk forrásmegjelöléseként.